# Müllberg Hummelsbüttel
Der Müllberg Hummelsbüttel im Hamburger Stadtteil Hummelsbüttel ist eine ehemalige Mülldeponie, die mit einer Höhe von etwa 79 m ü. NN die höchste Erhebung im Bezirk Wandsbek darstellt. Der Berg ist begrünt und dient als Erholungsort. Er liegt nördlich des Hummelsees und des Naturschutzgebiets Hummelsbütteler Moore an der südlichen Landesgrenze von Schleswig-Holstein. Er bietet Aussicht auf die Skyline von Hamburg. Den Bewohnern des Hamburger Nordens dient er zum Spazierengehen und Picknicken.

## Entstehung
In den 1960er- und 1970er-Jahren wurde auf dem Gebiet des heutigen Müllbergs Sand abgebaut. Es entstanden zu unterschiedlichen Zeitpunkten insgesamt drei Gruben (Borchert 1, Herr, Borchert 2), die in den folgenden Jahren mit unterschiedlichstem Müll verfüllt wurden. Die Ablagerung wurde 1984 beendet. Aus einem nicht verfüllten Teil der Deponie Borchert 2 ist der Hummelsee entstanden. Von 1985 bis 1989 wurden die Zwischenräume zwischen den drei Deponiehügeln verfüllt. In den 1990er-Jahren hat eine weitere Aufsattelung stattgefunden. Bei dem abgelagerten Müll handelt es sich nach heutigem Erkenntnisstand überwiegend um mineralisches Material. Neben Boden/Bauschutt wurden auch diverse Haus- und Gewerbeabfälle sowie Industrieabfälle abgelagert, deren genaue Zusammensetzung nicht bekannt ist.

## Galerie

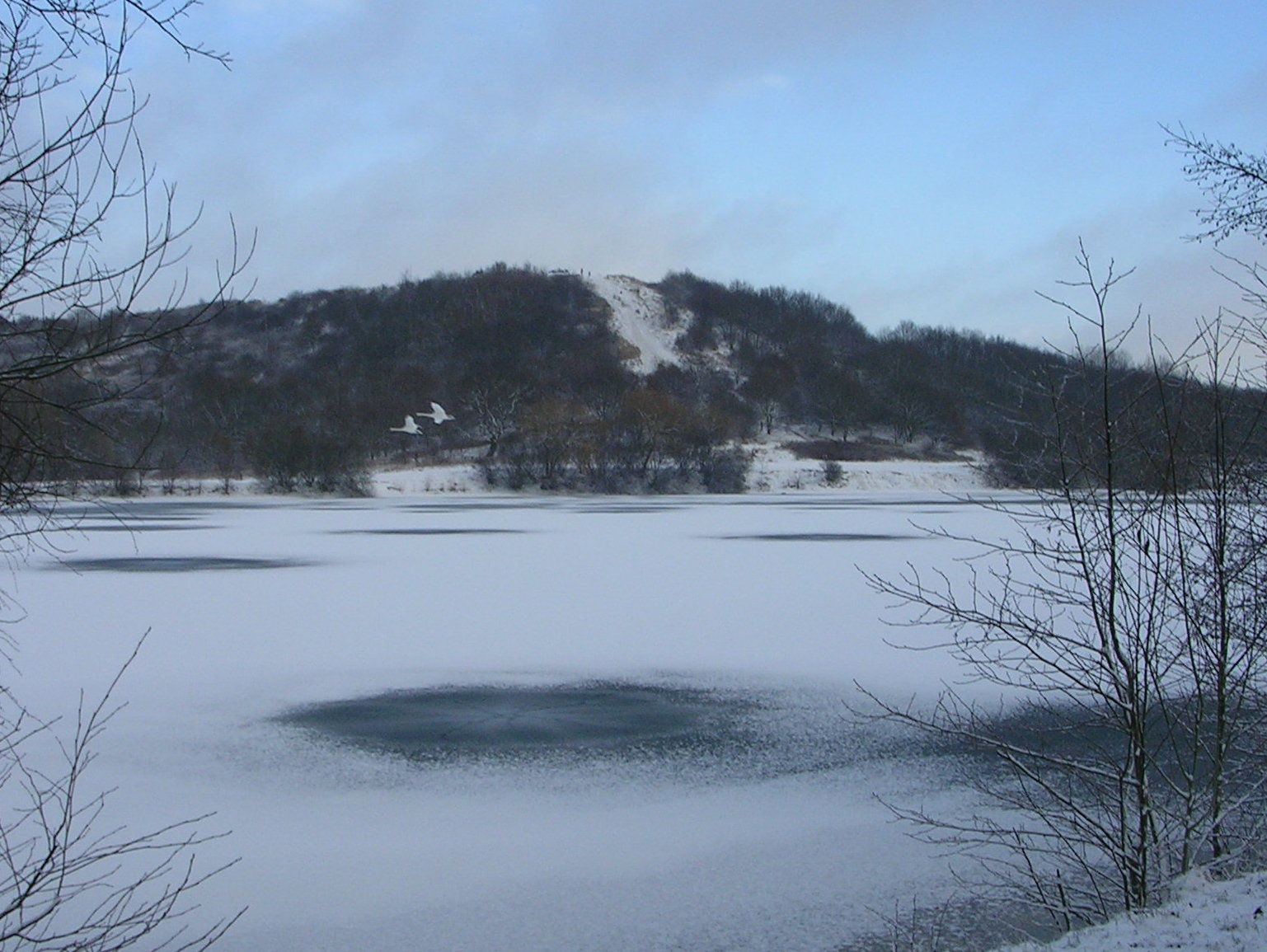
Müllberg im Winter
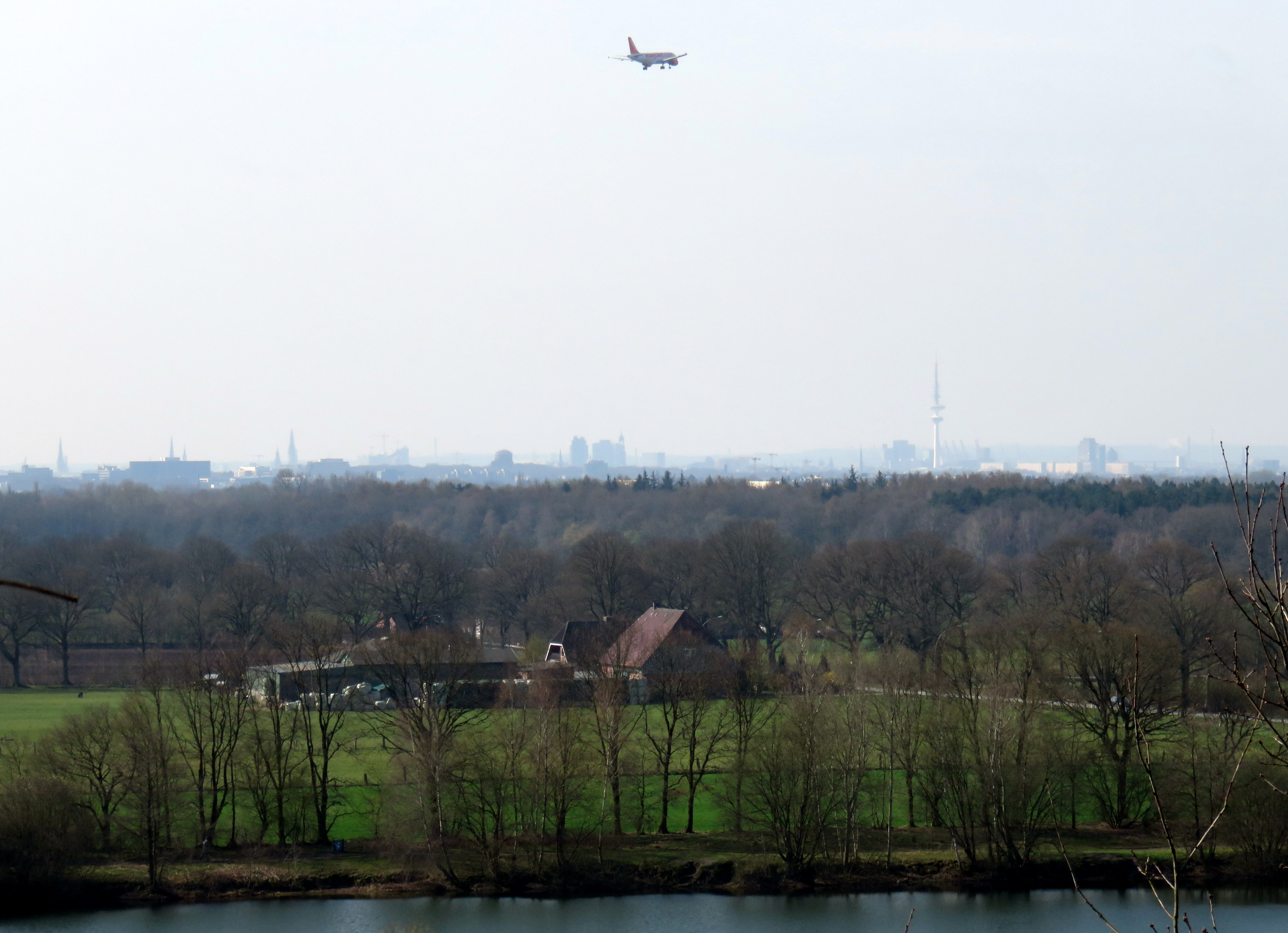
Aussicht Richtung Süden
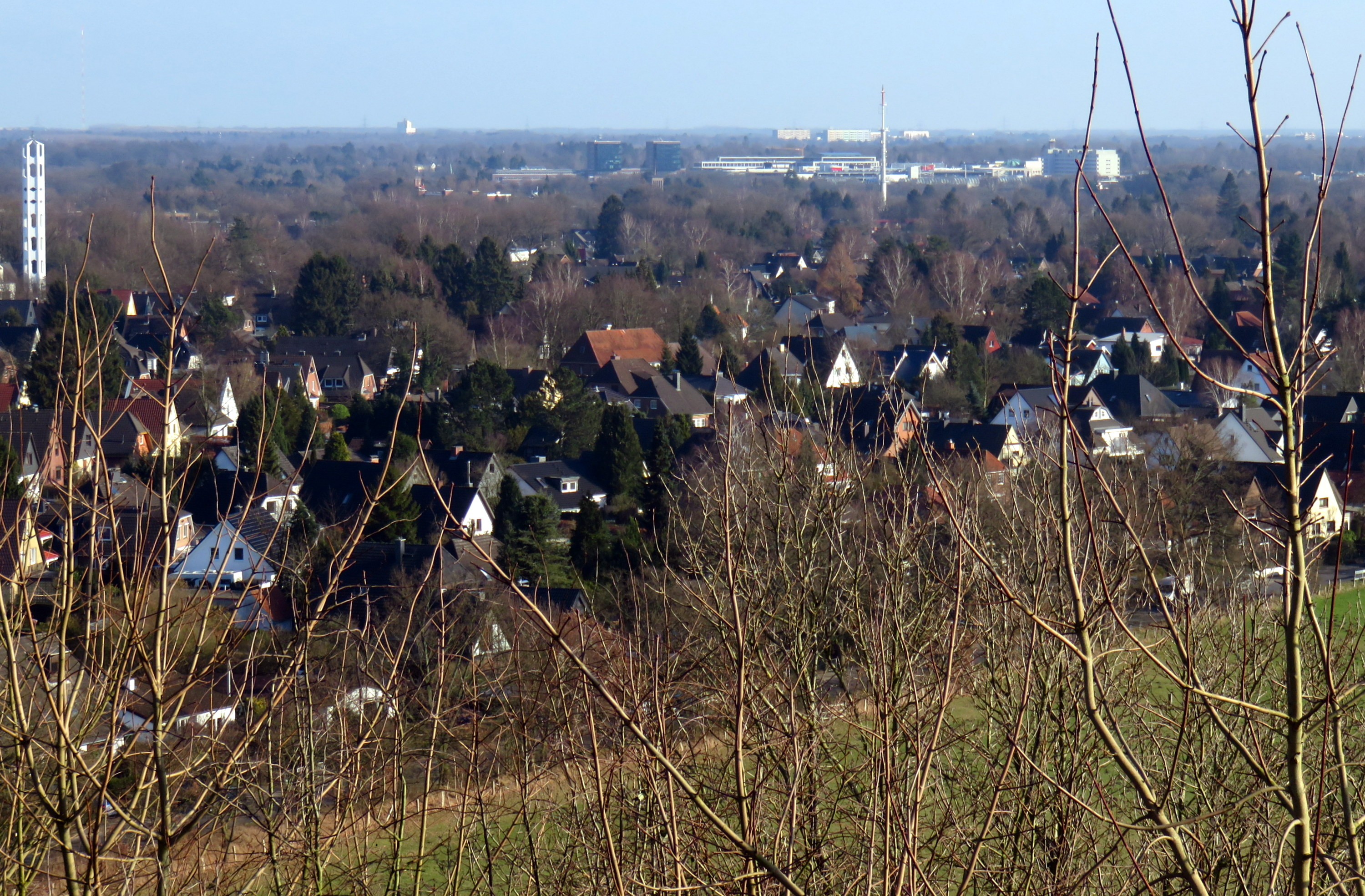
Aussicht Richtung Südost
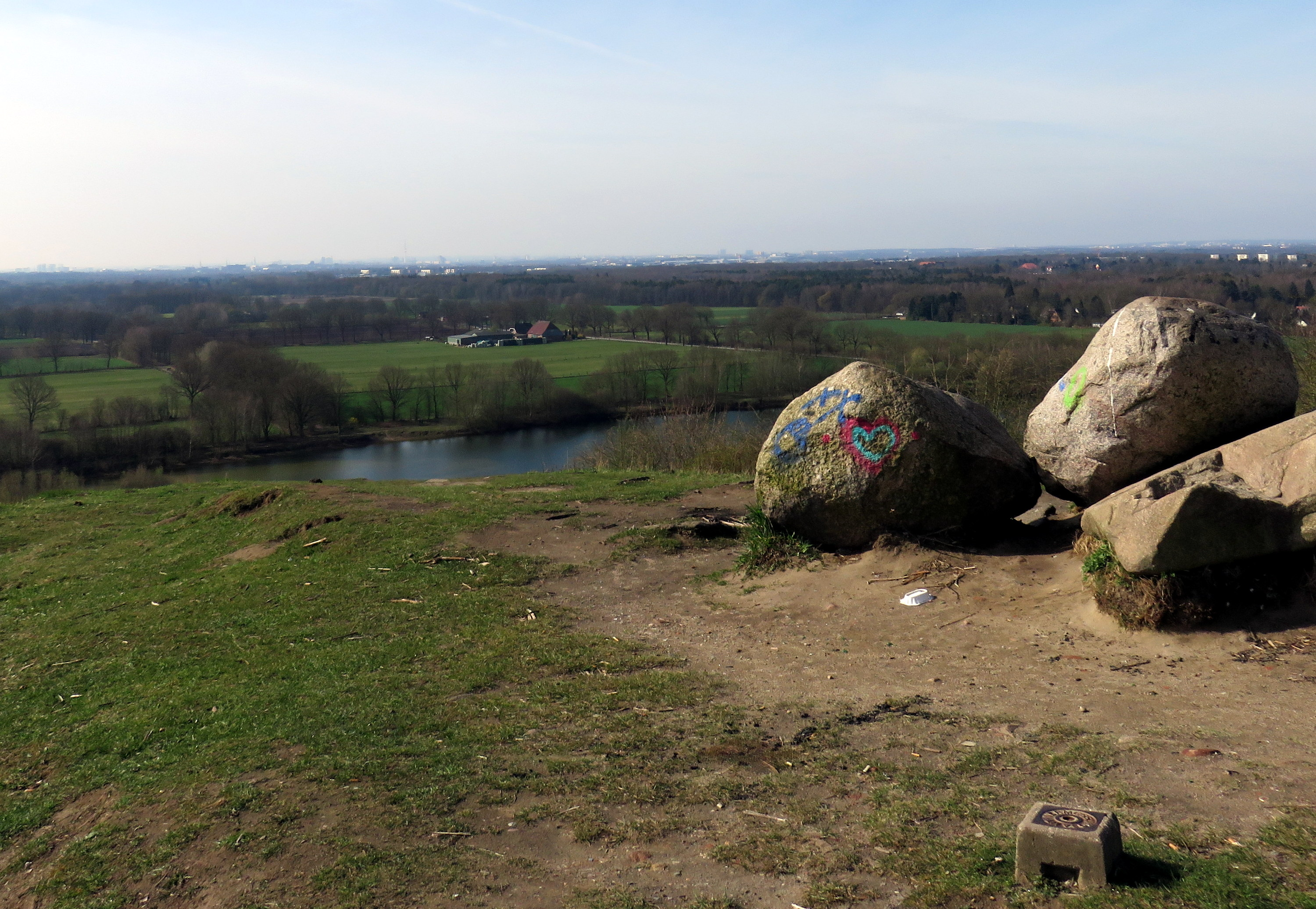
Gipfelbereich